# Lasza Torghwaidze
Lasza Torghwaidze (gruz. ლაშა თორღვაიძე; ur. 26 maja 1993) – gruziński lekkoatleta specjalizujący się w trójskoku.
W 2011 był ósmy na mistrzostwach świata juniorów młodszych oraz zdobył srebrny medal podczas olimpijskiego festiwalu młodzieży Europy. Szósty zawodnik juniorskich mistrzostw świata w Barcelonie (2012). W 2013 i 2015 bez awansu do finału startował na halowych mistrzostwach Europy. Czwarty trójskoczek młodzieżowych mistrzostw Europy w Tallinnie (2015).
Złoty medalista mistrzostw Gruzji oraz reprezentant kraju na drużynowych mistrzostwach Europy.
Rekordy życiowe: stadion – 16,96 (20 maja 2018, Tbilisi); hala – 17,16 (2 lutego 2020, Tbilisi) rekord Gruzji.

## Osiągnięcia
| Rok  | Impreza                                   | Miejsce          | Pozycja           | Wynik  |
| ---- | ----------------------------------------- | ---------------- | ----------------- | ------ |
| 2011 | III liga drużynowych mistrzostw Europy    | Reykjavík        | 5. miejsce        | 14,91  |
| 2011 | Mistrzostwa świata juniorów młodszych     | Lille Metropole  | 8. miejsce        | 15,04w |
| 2011 | Olimpijski festiwal młodzieży Europy      | Trabzon          | 2. miejsce        | 15,49w |
| 2012 | Mistrzostwa świata juniorów               | Barcelona        | 6. miejsce        | 16,00w |
| 2013 | Halowe mistrzostwa Europy                 | Göteborg         | el. – 20. miejsce | 15,35  |
| 2013 | III liga drużynowych mistrzostw Europy    | Bańska Bystrzyca | 5. miejsce        | 15,25  |
| 2015 | Halowe mistrzostwa Europy                 | Praga            | el. – 15. miejsce | 15,97  |
| 2015 | III liga drużynowych mistrzostw Europy    | Baku             | 4. miejsce        | 15,80  |
| 2015 | Młodzieżowe mistrzostwa Europy            | Tallinn          | 4. miejsce        | 16,33  |
| 2016 | Mistrzostwa Europy                        | Amsterdam        | el. – 16. miejsce | 16,32  |
| 2016 | Igrzyska olimpijskie                      | Rio de Janeiro   | el. –             | NM     |
| 2018 | Mistrzostwa Europy                        | Berlin           | el. –             | NM     |
| 2019 | II liga drużynowych mistrzostw Europy     | Varaždin         | 1. miejsce        | 16,44  |
| 2021 | III liga drużynowych mistrzostw Europy    | Limassol         | 2. miejsce        | 16,05  |
| 2021 | Igrzyska olimpijskie                      | Tokio            | el. –             | NM     |
| 2023 | III dywizja drużynowych mistrzostw Europy | Chorzów          | 3. miejsce        | 15,91  |
| 2025 | III dywizja drużynowych mistrzostw Europy | Maribor          | 3. miejsce        | 15,83  |